# Пінос-Пуенте
Пінос-Пуенте (ісп. Pinos Puente) — муніципалітет в Іспанії, у складі автономної спільноти Андалусія, у провінції Гранада. Населення — 9894 особа (2020).
Муніципалітет розташований на відстані близько 350 км на південь від Мадрида, 15 км на північний захід від Гранади.
На території муніципалітету розташовані такі населені пункти: (дані про населення за 2020 рік)
- Ансола: 33 особи
- Касануева: 1423 особи
- Фуенсанта: 180 осіб
- Пінос-Пуенте: 7057 осіб
- Трасмулас: 168 осіб
- Сухайра: 857 особи

## Демографія
Динаміка населення (INE ):

## Галерея зображень

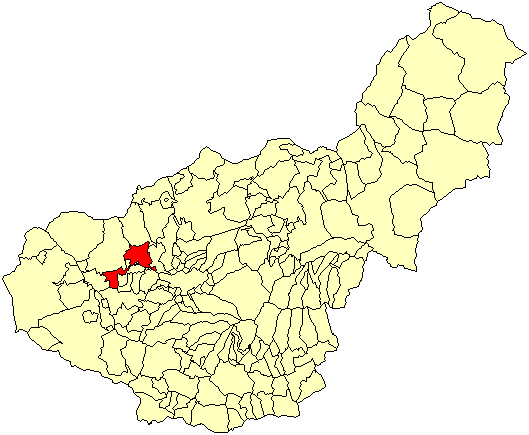
Розташування муніципалітету Пінос-Пуенте у провінції Гранада